# Xixia (Yinchuan)
Der Stadtbezirk Xixia (chinesisch 西夏区, Pinyin Xīxià Qū) ist ein Stadtbezirk des Verwaltungsgebiets der bezirksfreien Stadt Yinchuan, der Hauptstadt des Autonomen Gebietes Ningxia der Hui-Nationalität in der Volksrepublik China. Er hat eine Fläche von 1.129 km² und zählt 449.559 Einwohner (Volkszählung 2020). Sein Regierungssitz ist im Straßenviertel Helan Shan xilu jiedao 贺兰山西路街道.